# Onda theta

Registro de ondas theta.

Las ondas Theta son oscilaciones electromagnéticas en el rango de frecuencias de 3.5 y 7.5 Hz que se detectan en el cerebro humano a través de un electroencefalograma.
Normalmente están asociadas con las primeras etapas de sueño, fases 1 y 2. Se generan tras la interacción entre los lóbulos temporal y frontal. Los sonidos binaurales basados en ondas theta están recomendados para asimilar nueva información, sobre todo en estudiantes de edad avanzada, aunque puede aplicarse también a adolescentes.
Las ondas theta, al contrario que las ondas beta, promueven la relajación y el sueño, tanto despierto como dormido. La sincronización o la propia emisión theta, hace que nuestro cuerpo adquiera mayor receptividad, lo que condiciona la velocidad de concentración.